# Chronica Adefonsi Imperatoris
La Chronica Adefonsi Imperatoris és un panegíric en prosa i vers dedicat al regnat d'Alfons VII de Castella.
Escrit en llatí, descriu el regnat d'Alfons VII de Castella des de la seva coronació fins a la Croada contra al-Mariyya l'octubre de 1147. L'obra és anònima, tot i que s'atribueix al bisbe Arnaldo d'Astorga.